# Bilagodu, Hosanagara
Bilagodu là một làng thuộc tehsil Hosanagara, huyện Shimoga, bang Karnataka, Ấn Độ.